# Rezerwat przyrody „Sugry” imienia Janusza Szostakiewicza
Rezerwat przyrody „Sugry” imienia Janusza Szostakiewicza – leśny rezerwat przyrody położony na terenie gminy Kodeń w powiecie bialskim (województwo lubelskie).

## Powołanie
Obszar chroniony został utworzony 9 września 2021 r. na podstawie Zarządzenia Regionalnego Dyrektora Ochrony Środowiska w Lublinie z dnia 25 sierpnia 2021 r. w sprawie ustanowienia rezerwatu przyrody „Sugry” imienia Janusza Szostakiewicza (Dz. Urz. Woj. Lub. z 2021 r., poz. 3578). Pierwsze koncepcje ochrony tego terenu pojawiły się już w latach 90., natomiast szersze badania wykonali w latach 2014–2016 naukowcy z Uniwersytetu Przyrodniczego w Lublinie (m.in. Danuta Urban). Rezerwat otrzymał nazwę na pamiątkę nieistniejącej wsi Suhre (Suchry) powstałej na początku XIX wieku. Nosi także imię Janusza Szostakiewicza (1951–2011), konserwatora przyrody w województwie bialskopodlaskim i pracownika RDOŚ w Lublinie, jednego z inicjatorów powstania Międzynarodowego Rezerwatu Biosfery „Polesie Zachodnie” oraz Parku Krajobrazowego Podlaski Przełom Bugu.

## Położenie
Rezerwat ma 44,23 ha powierzchni, zaś jego otulina – 31,18 ha. Znajduje się na terenie leśnictwa Zabłocie (nadleśnictwo Chotyłów) oraz w obrębie ewidencyjnym Kodeń III. Położony jest na obszarze uroczyska Sugry, w bliskim sąsiedztwie rzeki Bug i granicy z Białorusią. Leży w granicach obszaru specjalnej ochrony ptaków Dolina Środkowego Bugu PLB060003, Nadbużańskiego Obszaru Chronionego Krajobrazu oraz Transgranicznego Rezerwatu Biosfery Polesie Zachodnie.

## Charakterystyka
Celem ochrony rezerwatowej jest „zachowanie boru chrobotkowego Cladonio-Pinetum z licznymi gatunkami chronionymi”. Drzewostan składa się głównie z sosny zwyczajnej i brzozy brodawkowatej, porasta go unikatowa flora porostów charakterystyczna dla tego typu boru nizinnego. Liczy ona aż 69 gatunków, w tym 5 gatunków objętych ochroną ścisłą (włostka Motyki, brązowniczka płotowa, odnożyca jesionowa, brodaczka kędzierzawa, złotlinka sosnowa) oraz 13 z ochroną częściową, a także 17 gatunków z czerwonej listy. Ponadto zlokalizowano tam 19 gatunków mszaków (niektóre pod ochroną częściową). Flora wykształciła się wskutek sukcesji na dawnych terenach rolnych i pastwiskowych, których zaprzestano używać po II wojnie światowej.
Według stanu na styczeń 2022 rezerwat nie ma wyznaczonego planu ochrony ani zadań ochronnych.